# 지휘

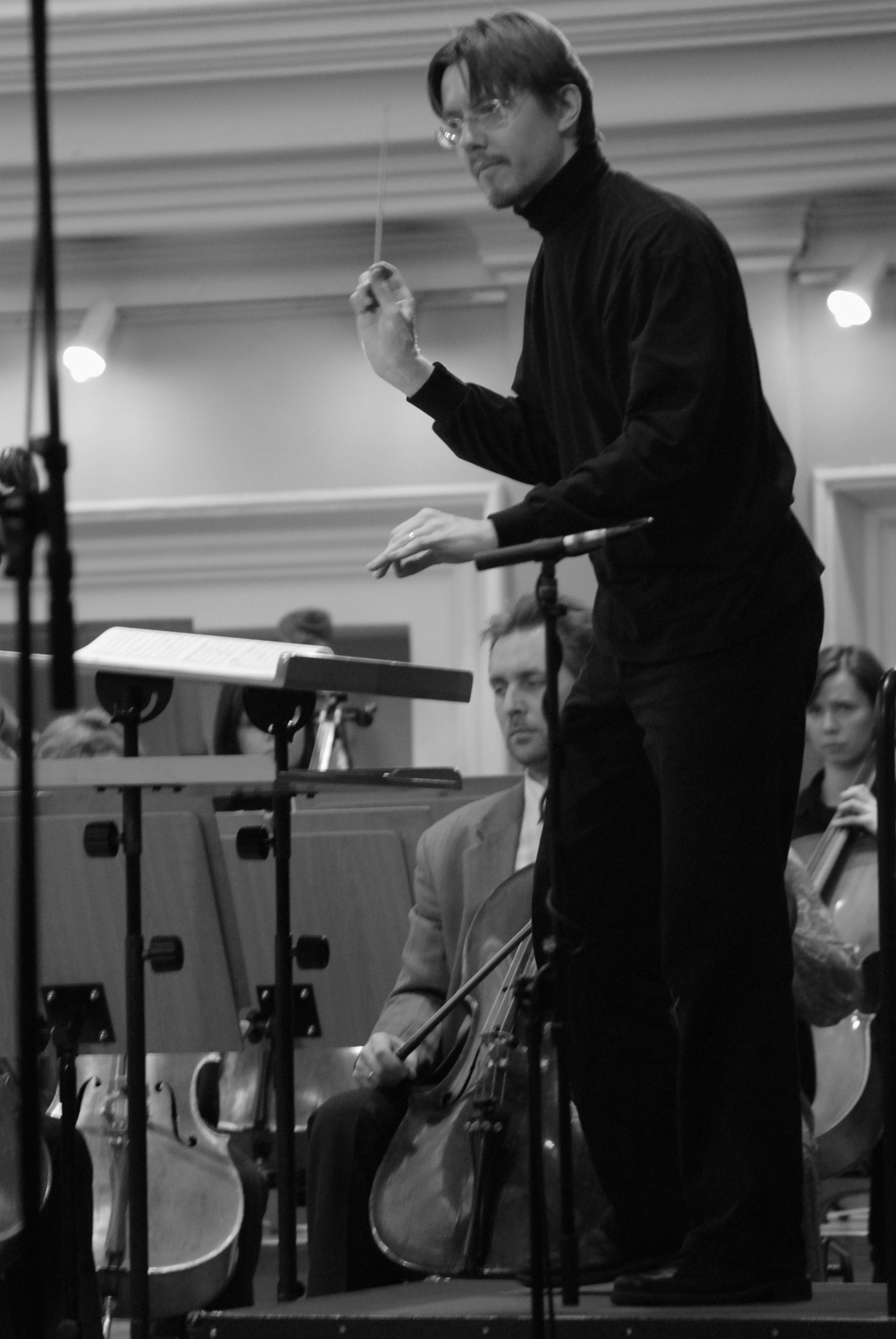
지휘 중인 사샤 마킬라

지휘(영어: conducting, 독일어: Dirigent)는 다양한 동작을 통해 음악 연주를 이끄는 것이다. 지휘의 대상에는 관현악, 합창, 합주, 오페라, 발레 등이 있다.
지휘자의 주요 책무는 빠르기·박자·리듬·셈여림 및 그것들의 변화, 각 주자에의 적절한 가입 지시, 표정 등을 정확하게 지시하는 것으로 되어 있다. 특히 큰 편성인 경우에는 음향적인 밸런스도 고려해야 하며, 현의 음빛깔도 통일해야 한다. 그러기 위해서는 주법(奏法)에 대하여 지시를 하고, 현의 용궁법(用弓法)도 지정한다.
이와 같이 지휘자에 의하여 재현된 악곡의 모습은 천차만별일 수밖에 없다. 그래서 이 지휘방법을 어느 정도 체계화한 것이 지휘법이다. 지휘의 실제는 사람마다 다종다양하나, 거기에는 공통된 보편성이 있다. 이것이 지휘법 성립의 기회를 마련해 준 것이 된다. 그리고 이 지휘법의 원칙에 따라 지휘자는 어느 교향악단의 지휘도 할 수 있게 된다.

## 역사
지휘의 역사는 오래되었다. 이미 고대 그리스에도 그 선례가 있지만, 바로크 시대에는 통주저음 담당의 쳄발로 주자나 콘서트마스터가 그 책임을 맡는 일이 많았으며, 고전파 초기에는 콘서트마스터가 바이올린을 연주하면서 지휘하였다. 현재와 같은 전임지휘자에 의한 근대적인 직업으로서의 지휘는 한스 폰 뷰로 (Hans von Bülow, 1830년 ~ 1894년)부터 시작되었다. 물론 그 이전에도 베토벤이나 베버, 또는 리스트나 베를리오즈 등의 예가 있으나, 악곡의 해석으로서 지휘가 중요시되고 그 때문에 지휘기술을 확립한 사람이 뷸로이다.

## 지휘 자세
지휘는 지휘봉(baton)을 사용하는 경우와 지휘봉 없이 두 손으로만 지휘하는 경우가 있다. 전자는 적어도 50명 이상의 단원으로 구성된 악단을 지휘할 때 그 지휘의 범위를 넓히기 위해서이고, 후자는 보다 적은 인원으로 편성된 작은 악단을 지휘하는 경우이다. 지휘자는 연주자들을 한눈에 볼 수 있는 중앙 위치에 서서 몸의 무게를 약간 벌린 양발에 고루 놓는다. 팔은 근육에 불필요한 긴장을 최대한 막을 수 있는 범위에서 자연스럽게 올려 부드럽게 박자를 젓는다.
- 박자젓기의 범위는 비교적 넓은 범위로 자유롭게 모든 지휘의 표현이 가능하도록 정한다.
- 일반적으로 두 팔을 같이 사용하며, 오른팔은 지휘봉으로 정확한 템포(tempo)를 젓는 반면에 왼팔은 강약ㆍ악상표현ㆍ호흡ㆍ정지 등의 역할을 맡으므로 두 팔을 같이 이용할 수 있다.

## 지휘법
지휘자는 연주자들에게 어떠한 실체적 표시를 해야 함을 연구해야 한다. 여기서 지휘법에 관한 이론과 실기가 필요하게 된다. 지휘법에서 가장 기본적인 사항은 다음과 같다.
- 악곡의 시작을 알린다.
- 악곡의 빠르기와 박자를 나타낸다.
- 악곡의 악상을 표현한다.
- 악곡의 조화를 이루어 통일성을 부여한다.
- 악곡의 끝마침을 알린다.

## 기타
오르페우스 실내악단은 지휘자가 없는 악단이다.

## 같이 보기
- 콘서트마스터
- 지휘자 목록
- 오케스트라